# Polynema rousseaui
Polynema rousseaui är en stekelart som beskrevs av Girault 1913. Polynema rousseaui ingår i släktet Polynema och familjen dvärgsteklar. Inga underarter finns listade i Catalogue of Life.